# مطار عزازة
يقع مطار عزازة في ولاية القضارف شرق السودان، ويُعد أحد المهابط الجوية التي كانت تخدم المنطقة. ورغم توقفه عن العمل، لا تزال بقايا مدرجه العشبي، الذي يمتد باتجاه شمال و جنوب بطول يقارب 3000 متر، ظاهرة في الموقع، إلا أنها تبدو في حالة غير صالحة للاستخدام حالياً.

## انظر أيضآ
- النقل في السودان
- بوابة:طيران